# Podróż apostolska Jana Pawła II do Nigerii
82. podróż apostolska Jana Pawła II odbywała się do 21 marca do 23 marca 1998 roku. Papież odwiedził Nigerię.

## Przebieg
Podczas dwudniowego pobytu w Nigerii Jan Paweł II wzywał do poszanowania praw człowieka (m.in. przekazał rządowi listę więźniów politycznych z prośbą o ich uwolnienie), a także do pojednania narodowego.